# Thập niên 1790
Thập niên 1790 là thập niên diễn ra từ năm 1790 đến 1799.